# Gabriel Molina Navarro
Gabriel Molina Navarro (Úbeda, 1863-1926) fue un bibliógrafo y cervantista español.

## Biografía
Pasó su infancia en Úbeda y en Linares. Viajó a Madrid con apenas 16 años y, a partir de la experiencia que le diera su padre, se empleó como ayudante del librero Bernardo Rico, que tenía su puesto de libros en la calle del Arenal. Casado con una sobrina de Rico, heredó el negocio, llegando a fundar en 1910, la «Librería de los Bibliófilos Españoles. Gabriel Molina-Sucesora» en la travesía del Arenal, junto a la Puerta del Sol de Madrid. Negocio librero que han continuado sus descendientes.

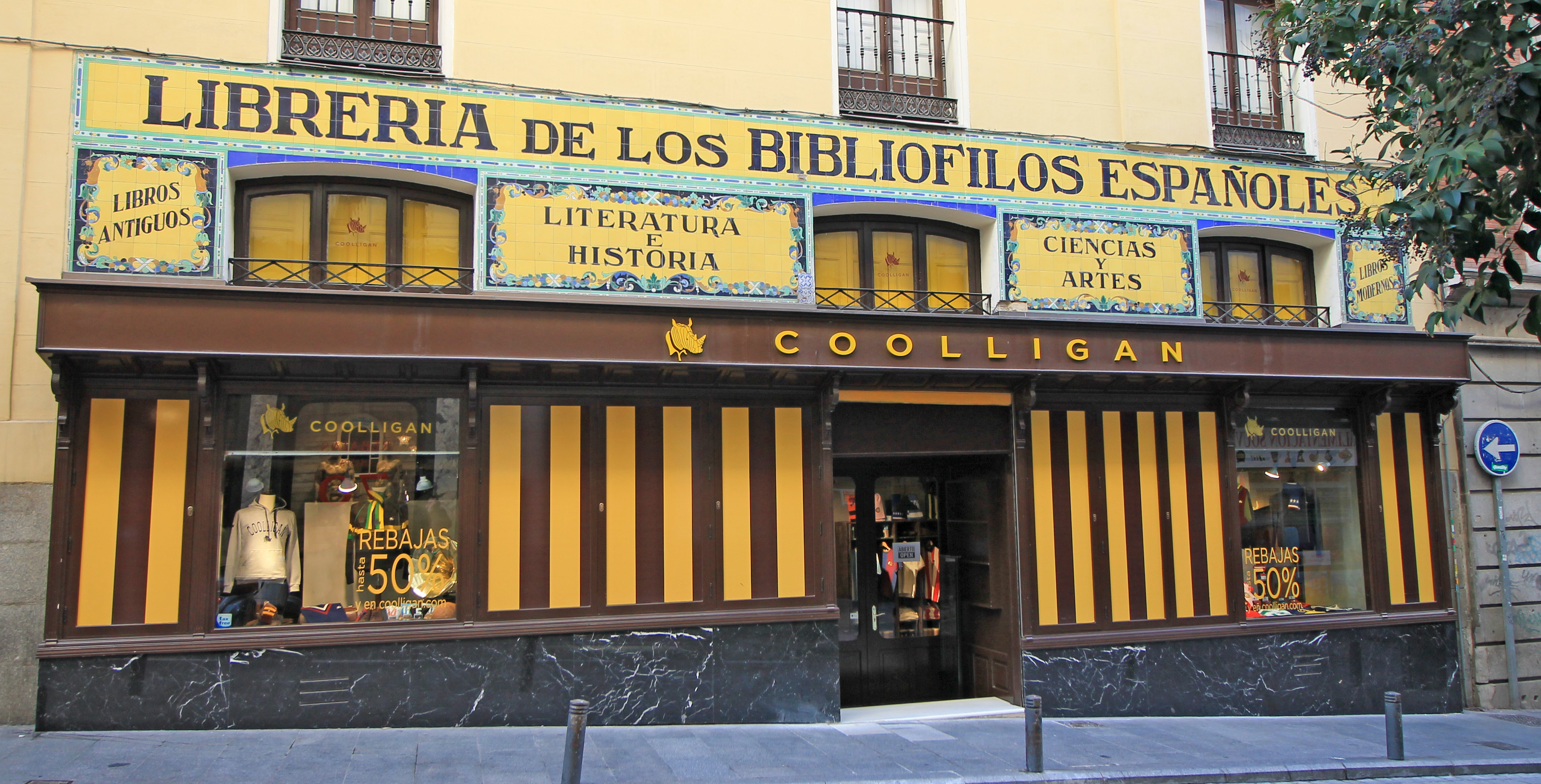
Fachada de la antigua Librería de los Bibliófilos Españoles (Madrid).

Desde 1899 publicó el Boletín Bibliográfico Mensual de Libros Antiguos y Modernos y posteriormente, en 1906, consiguió para su casa el título de Librería de los Bibliófilos Españoles. También escribió el Catálogo de Una Colección de Libros Cervantinos (1916); publicado en primera edición en 1905, que llegó a reunir más de 120 ediciones de la obra cumbre de Cervantes y más de 500 números de trabajos sobre él. En 1916, para la segunda, con motivo del centenario de la muerte del insigne autor, recopiló 1500 títulos referentes a sus novelas. Toda esta colección fue adquirida en 1919 por la Biblioteca Histórica de Madrid, ahora en el Centro Cultural Conde-Duque.
Como editor publicó hasta 12 volúmenes de la Colección selecta de antiguas novelas españolas y 64 de la Biblioteca Religión y Ciencia. Escribió también Libreros y editores de Madrid durante cincuenta años (1924); Índice para facilitar el manejo y consulta de los catálogos de Salvá y Heredia (G. Molina, 1913); Libros antiguos, raros y curiosos (1930), etcétera.